# 斉藤勝一
斉藤 勝一（さいとう しょういち、1974年12月16日 - ）は、秋田県出身のバスケットボール選手である。ポジションはSG。

## 来歴
地元の名門能代工高で2年次に三冠を経験。
その後明治大学を経て、住友金属に入社するが、ルーキーシーズン終了後に休部となったため、ゼクセル（後のボッシュ）へ移籍。
しかし、ボッシュも2002年に休部となったためこの年スーパーリーグに昇格したオーエスジーへ移籍。
2005年、日立へ移籍。
2008年退団。

## 経歴
- 能代工高 - 明治大学 - 住友金属（1997年〜1998年） - ゼクセル/ボッシュ（1998年〜2002年） - オーエスジー（2002年〜2005年） - 日立（2005年〜2008年）